# Jules Le Bigot
Ne doit pas être confondu avec Jules Bigot.
Pour les articles homonymes, voir Le Bigot.
Jules Le Bigot ,né le 14 août 1883 à Saint-Brieuc (Côtes-du-Nord) et mort le 13 mars 1965 à Paris (Seine), est un amiral français. 

## Biographie
Il fait partie de l’entourage de Paul Doumer et est présent lors de l’assassinat de celui-ci le 6 mai 1932.
Il est promu vice-amiral en 1937 et commande les forces navales françaises d’Extrême-Orient à partir du 18 mai 1937 et se trouve dans la concession française de Shanghai lors de la prise de la ville par l'empire du Japon. Lorsque les Japonais ont pris Shanghai, leurs troupes ont traversé sans opposition aucune la Concession Internationale, mais à l’entrée de la Concession Française, il s’est assis sur un pliant au milieu de la rue devant leurs véhicules et les a obligés à négocier pour ne faire passer finalement qu’un convoi de ravitaillement désarmé. Le 4 décembre 1937, des convois non-armées japonais sont autorisés à traverser la concession. De cette mission, il ramène une malle remplie de petites figurines en bois réalisées par les pensionnaires de l'orphelinat de T'ou-Sé-Wé. Ces figurines ont donné lieu à une exposition sur les Scènes de la vie en Chine, au musée des Tissus et des arts décoratifs de Lyon, en décembre 2014. 
Il est nommé préfet maritime de Cherbourg en 1939. Lors de la bataille de France, Les Allemands arrivent le 17 juin 1940 dans les faubourgs de Cherbourg. Le 19, le conseil municipal déclare la ville ouverte, et Erwin Rommel reçoit la reddition de la place des mains de Le Bigot qui a fait détruire auparavant les trois sous-marins en construction de la classe Roland Morillot à l'arsenal et le fort de l'Est.
| |
| Jules Le Bigot portant la jambe de Paul Doumer en criant "Pas de photo !" aux journalistes présents. |